# Super-Skrull
Super-Skrull, il cui vero nome è Kl'rt, è un personaggio dei fumetti, creato da Stan Lee (testi) e Jack Kirby (disegni), pubblicato dalla Marvel Comics. La sua prima apparizione avviene in The Fantastic Four (prima serie) n. 18 (settembre 1963).

## Biografia del personaggio
È uno tra i supercriminali più feroci dell'universo Marvel, appartenente alla razza aliena Skrull. Fu mandato sulla Terra per conquistarla dall'imperatore Skrull, e riuscì a tener testa ai Fantastici Quattro grazie ad un raggio che, dal suo pianeta, aumentava i suoi superpoteri, già uguali a quelli del gruppo. Ma poi Mister Fantastic lo scoprì e riuscì a creare delle interferenze nel raggio che permisero al gruppo di sconfiggerlo.
In seguito combatté contro Tigra e Red Wolf che volevano riprendersi il leggendario acchiappa anime di una tribù indiana che lo Skrull aveva rubato. L'alieno tentò di assorbire l'anima di Tigra nel totem, ma venne lui stesso assorbito. Tigra lo portò a Reed Richards che lo rinchiuse in una cassaforte del Baxter Building.
Durante una battaglia tra l'Uomo Ragno, Calabrone, Wasp ed Equinox (un supercriminale che, in seguito ad un'esplosione nel laboratorio del padre, un fisico termodinamico, aveva ottenuto il potere di emettere raggi di fuoco e ghiaccio) lo Skrull riuscì a liberarsi e affrontò la Torcia Umana e l'Uomo Ragno. Dopo aver sconfitto il primo, venne battuto da Ms. Marvel che, con l'aiuto del secondo, lo spedì nell'iperspazio grazie ad un misterioso cristallo.
Più recentemente è comparso per rapire Hulkling dei Giovani Vendicatori, erede al trono Skrull poiché figlio della principessa Anelle. Suo padre, però, era il primo Capitan Marvel, e quindi il ragazzo era ricercato anche dai Kree. Dopo averlo salvato dai Kree e dagli stessi Skrull, il Super-Skrull ha usato i suoi poteri mutaforma per sostituirsi a lui, in modo che Hulkling potesse continuare a vivere con i suoi amici sulla Terra.

### Annihilation
Ha una sua serie personale in quest'evento in cui viene rivelato che ha un figlio di nome Sarnogg, avuto con una contessa concessagli in sposa come premio per le sue passate vittorie ma da cui è stato ripudiato per le numerose sconfitte riportate. Obbiettivo del Super Skrull è salvare il pianeta madre degli Skrull, Zaragz'na, su cui vive anche il figlio, dall'Onda di Annihilus. Abbandonato dai suoi stessi commilitoni, che si rifiutano di aiutarlo vedendo in lui solo un residuato bellico, diserta, affiancato da un giovane meccanico, R'kin, che lo considera il suo eroe d'infanzia. I due si recano nella Zona Negativa alla ricerca di alleati e di un modo per distruggere la Mietitrice dei Dolori, l'arma distruggi-pianeti dell'onda Annihilation. Nonostante il piano proceda per il meglio, la missione fallisce a causa del tradimento di R'Kin e Zaragz'na viene distrutto. Assetato di vendetta Kl'Rt uccide il traditore e si sacrifica per distruggere la Mietitrice dei Dolori. Viene ricordato dagli altri Skrull come un eroe. In seguito, il corpo del Super-Skrull viene rianimato grazie ai poteri combinati di Firelord e Ravenous, e aiuta Ronan a conquistare il trono dell'Impero Kree.

## Poteri e abilità
Oltre le classiche caratteristiche dei comuni Skrull (guarigione accelerata, essere un mutaforma e poter resistere all'influenza di telepatia ed arti magiche), il Superskrull venne dotato dei poteri di tutti i Fantastici Quattro: l'elasticità di Mr Fantastic, il fuoco della Torcia Umana, il campo di forza e l'invisibilità della Donna Invisibile, la pelle rocciosa e la forza della Cosa; poteri che può richiamare a comando nell'ordine e combinazione che preferisce, a seconda dell'occasione. Può inoltre ipnotizzare attraverso lo sguardo.
Questi poteri, il suo addestramento militare e il fatto che non ha nessuna morale a dispetto dei F4 fanno di questo Skrull un temibile nemico.

## Altri media

### Cartoni animati
Il Super-Skrull compare nella serie animata sui Fantastici Quattro del 1994 in una puntata totalmente identica al fumetto e in tre episodi di quella del 2006, dove è alleato con Ronan l'accusatore e dove poi partecipa a un gioco cosmico degli Anziani dell'universo. Nella serie animata Avengers - I più potenti eroi della Terra esistono ben 12 super-skull ognuno con un diverso "cocktail" di poteri.
Super-Skrull appare nelle serie a cartoni animati:
- The Marvel Super Heroes (1966)
- I Fantastici Quattro (1967)
- Insuperabili X-Men (1992)
- I Fantastici Quattro (1994)
- I Fantastici 4 - I più grandi eroi del mondo (2006)
- Super Hero Squad Show (2009)
- Avengers - I più potenti eroi della Terra (2010)
- Hulk e gli agenti S.M.A.S.H. (2013)